# Luksus (film)
Luksus – polska etiuda filmowa z 2008 roku w reżyserii Jarosława Sztandery.

## Opis fabuły
Historia siedemnastoletniego Luksusa, który po latach prostytuowania się pod opieką alfonsa Popersa zostaje zostawiony sam sobie na warszawskim Dworcu Centralnym z powodu swojego wieku. Tam poznaje żebrzącego młodego chłopca z psem, który może być jego "przepustką" do powrotu pod skrzydła alfonsa.

## Obsada
- Piotr Sokołowski jako Luksus
- Zbigniew Zamachowski jako Popers
- Michał Włodarczyk jako Młody
- Paweł Szczesny jako Fotograf
- Dorota Chotecka jako Mama bliźniaczek
- Janusz Rybczyński jako Tata bliźniaczek
- Antonina Łazarkiewicz jako Bliźniaczka
- Milena Łazarkiewicz jako Bliźniaczka